# Empoasca ramosa
Empoasca ramosa är en insektsart som beskrevs av Caldwell 1952. Empoasca ramosa ingår i släktet Empoasca och familjen dvärgstritar. Inga underarter finns listade i Catalogue of Life.